# 헤케트

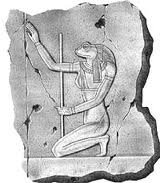
헤케트

헤케트(Heqet, Heqat, Hekit, Heket, Hegit, Heget)은 고대 이집트에서 개구리 모습으로 묘사되는 생명과 다산의 여신이다. 이집트에서는 나일강이 범람한 후 수백 마리의 개구리가 태어나는데, 그 때문에 이집트인은 개구리를 다산의 상징으로 보았다. 헤케트는 종종 나일강의 신 크눔의 부인으로 묘사된다.

## 같이 보기
- 이집트 신화